# Lluís Maria Xirinacs
Pour les articles homonymes, voir Xirinacs.
Lluís Maria Xirinacs i Damians, né à Barcelone (Catalogne, Espagne) le 6 août 1932 et mort à Ogassa (Catalogne) le 11 août 2007, est un homme politique, écrivain et religieux catalan. Élu sénateur lors de la transition démocratique espagnole, il était un militant pacifiste pour l'indépendance de la Catalogne.
En 1991 il fut un des fondateurs de l'Assemblea Unitària per l'Autodeterminació (Assemblée Unitaire pour l'Autodétermination), avec Antoni Infante, Carles Castellanos, Jaume Soler, Eva Serra i Puig et Blanca Serra i Puig entre autres.
Dans l'année 2005 il a été condamné à 2 ans de prison pour exaltation du terrorisme.